# Ramón Draper i Miralles
Ramón Draper i Miralles (Barcelona, 27 de gener de 1935) fou un escriptor català. Va ser el fill menor de l'escriptor i periodista Joan Draper i Fossas. Als 18 anys va ser sotmès a un batalló disciplinari al Marroc acusat d'atracar la Banca Nacional del Marroc, a partir d'aquest moment comencen les seves trobades amb les drogues, l'alcohol i la marginalitat dels baixos fons. En 1968 l'IRES (Institut de reinserció social) i AA (Alcohòlics anònims) li ajuden a recuperar l'estabilitat perduda. Des de llavors es va dedicar a l'estudi sociològic de comportaments marginals. En els seus principis va ser linotipista i articulista de Tele/eXpres i el Correu Català entre d'altres. Les seves trobades amb les drogues, l'alcohol i les presons li van permetre escriure diverses obres literàries sobre la marginació social catalana i espanyola entre dues dècades 1970/1990, així com diversos articles de premsa, conferències i xerrades.

## Obra
- Vivir Agonizando. Ed. Plaza & Janés. Tribuna, Barcelona, 1973.
- Guía de la prostitución femenina en Barcelona. Ed. Ediciones Martinez Roca - 1982.
- De las cárceles de Franco a las Cárceles de la democracia. Ed. Argos-Vergara. 1984.
- Me llamo Ramón y soy alcohólico. Ed. Plaza & Janés, 1985.
- Yo me drogo, tu te drogas el se droga. Ed. Plaza & Janés, 1985.